# Torregamones
Torregamones község Spanyolországban,  Zamora tartományban. Torregamones Villardiegua de la Ribera, Fariza, Miranda do Douro, Moralina, Gamones és Argañín községekkel határos. Lakosainak száma 226 fő (2024).

## Népesség
A település népessége az utóbbi években az alábbiak szerint változott:
| Lakosok száma | 344  | 325  | 310  | 304  | 308  | 308  | 286  | 258  | 240  | 226  |
|               | 2001 | 2004 | 2007 | 2009 | 2012 | 2014 | 2017 | 2019 | 2022 | 2024 |